# Massimo Rotundo
Massimo Rotundo (* 11. April 1955 in Rom, Italien) ist ein italienischer Comiczeichner.

## Leben und Werk
Nach dem Besuch der Akademie der Bildenden Künste in Rom debütierte Rotundo 1978 mit Veröffentlichungen in den Magazinen Lanciostory und Skorpio. Danach zeichnete er die Comics Ultimo viaggio a Delos, Il pescatore und Il detective senza nome, bei denen er mit den Autoren Ricardo Barreiro beziehungsweise Luigi Mignacco zusammenarbeitete. Beginnend mit der Reihe Ex-Libris Eroticis für das Magazin Playmen wandte er sich auch erotischen Inhalten zu. Ebenfalls für Playmen entstanden die Serien Guerra Calda und Rudy X; letztere in Zusammenarbeit mit Franco Saudelli und Rodolfo Torti. Zu Beginn der 1990er Jahre schuf Rotundo zusammen mit dem belgischen Comicautor Jean Dufaux fiktive Biographie von Pier Paolo Pasolini.
Rotundo wurde 1990 auf dem Comicfestival in Lucca mit dem Yellow Kid ausgezeichnet. Auf Deutsch sind von ihm unter anderem zwei Alben der Reihe Die Herren der Stille sowie Alben aus der Reihe Ex-Libris Eroticis veröffentlicht worden.